# FXX
FXX est une chaîne de télévision américaine spécialisée, lancée le 2 septembre 2013, qui fait partie du Disney Media Networks. Elle est la chaîne comédie dérivée de FX. Elle remplace la chaîne Fox Soccer.

## Histoire
En octobre 2012, la chaîne Fox Soccer a perdu les droits de diffusion du Championnat d'Angleterre de football qui sont allés à NBC Sports à partir de la saison 2013-2014, alors que la chaîne Speed a perdu les droits sur la Formule 1 aussi pour NBC Sports. En janvier 2013, Fox annonce le lancement de Fox Sports 1 et 2 pour la fin de l'été 2013, alors que Fox Soccer deviendra FXX, la deuxième chaîne de FX qui diffusera des comédies.
Au Canada, Rogers Media a annoncé son intention de lancer FXX Canada pour janvier 2014.
Du 21 août au 1er septembre 2014, la chaîne américaine FXX a proposé un marathon Simpson en live mais aussi en streaming sur l’application FXNow. Les spectateurs ont en effet pu visionner sans coupure et durant 184 heures (12 jours), l’intégralité des aventures des Simpson depuis 1989, soit 552 épisodes répartis en 25 saisons. Le film Les Simpson, le film était aussi inclus dans le marathon.
Le 9 août 2017, FX Networks annonce le lancement d'un service de vidéo à la demande payant et sans publicité baptisé FX+ avec le contenu de FX et FXX disponible à partir du 5 septembre aux abonnés de Xfinity de Comcast.
Le 12 juillet 2019, Disney annonce la fermeture du service FX+ diffusant le contenu de FX et FXX et son transfert sur le service Hulu à compter du 20 août 2019, quelques mois avant le lancement du service Disney+, prévu en novembre,.

## Séries originales

### Séries transférées de FX
- It's Always Sunny in Philadelphia (à partir de la saison 9)
- The League (2013-2015)
- Wilfred (saison 4)
- Legit (saison 2)
- You're the Worst (2015-2019)
- Man Seeking Woman (2015–2017)
- Archer (2017-2023)